# Exoncotis
Exoncotis là một chi bướm đêm thuộc họ Acrolophidae.